# Live house

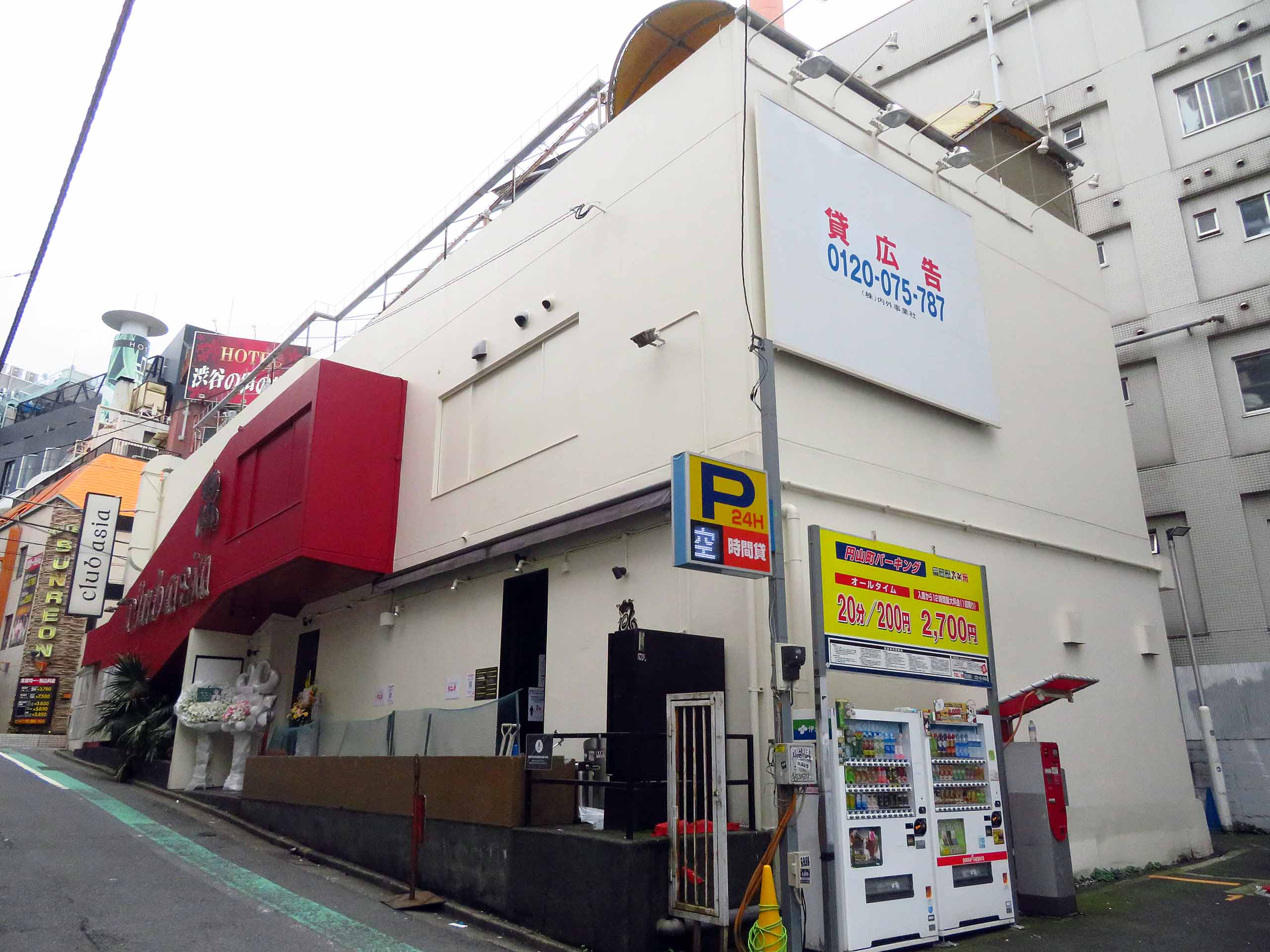
Club Asia, live house Tokióban

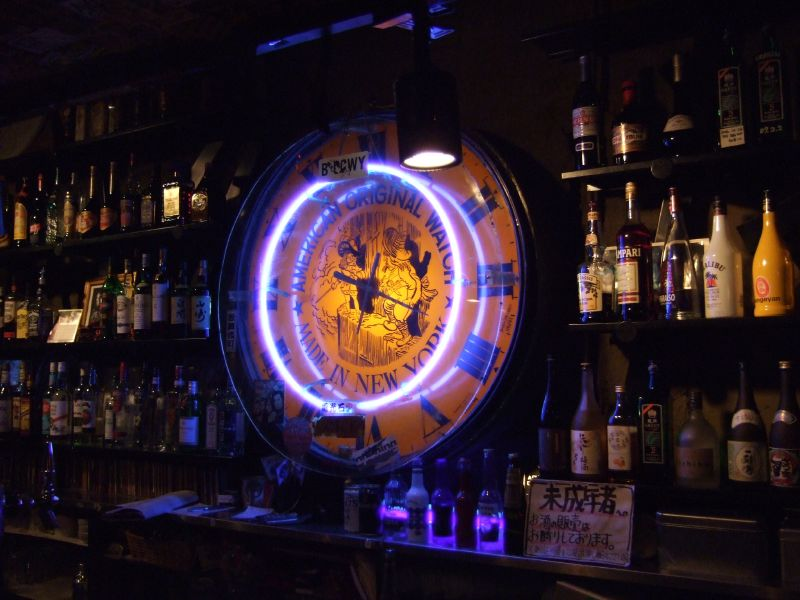
A Shinjuku-Loft bár része

A live house (ライブハウス; Raibu hauszu; Hepburn: Raibu hausu) élő zenét játszó klubhelység Japánban, ahol leginkább rock-, dzsessz-, blues- és folkkoncerteket tartanak. Ezek jobbára kis helységek, melyek bárként is funkcionálnak.

## Története
A live house-ok az 1970-es években jelentek meg, az egyre népszerűbb indie rockszíntérnek köszönhetően. Először klasszikusan ételt is felszolgáló vendéglátó egységek voltak, ahol a fogyasztás mellett élő zenét lehetett hallgatni, a 70-es évek végére azonban az asztalokat és székeket felszámolták, és kialakult a helyek mai megjelenése. 1978-ban elindult a Tokyo Rockers punk-mozgalom az S-Ken stúdió megnyitásával, és ezzel a live house-ok is egyre népszerűbbé váltak. Az 1980-as években beindult az úgynevezett band boom, amikor egyre több rockegyüttes alakult, akik live house-okban kezdték a pályafutásukat, majd felfigyelt rájuk egy-egy nagy kiadó. Így az eredetileg rebellis gondolkodású együtteseknek platformot biztosító underground helyszínek bekerültek a zeneipar körforgásába, és a szerepük pusztán az lett, hogy dobbantót biztosítsanak a kitörni vágyó művészek számára.
Tokió egyik legrégebbi live house-a a Shinjuku-Loft, mely eredetileg dzsesszkávézóként nyílt 1971-ben, illetve az 1972-ben alapított Shinjuku-Ruido. Kiotó egyik legöregebb ilyen létesítménye a Coffee House Jittoku (拾得, Si-tö után elnevezve), melyet 1973-ban alapítottak egy régi szakéraktárban.
2020-ban és 2021-ben a Covid19-pandémia következtében bevezetett megszorítások miatt sok live house megélhetése veszélybe került, több létesítmény kénytelen volt végleg bezárni. Néhányan közösségi finanszírozással próbálták meg átvészelni az időszakot.

## Fordítás
- Ez a szócikk részben vagy egészben  a   live house című angol Wikipédia-szócikk fordításán alapul.  Az eredeti cikk szerkesztőit annak laptörténete sorolja fel. Ez a jelzés csupán a megfogalmazás eredetét és a szerzői jogokat jelzi, nem szolgál a cikkben szereplő információk forrásmegjelöléseként.